# Flussio
Flussio (pronuncia: Flussìo, Frussìo in sardo) è un comune italiano di 403 abitanti della provincia di Oristano, situato nell'antica regione della Planargia, in Sardegna. Il centro abitato è unito senza soluzione di continuità a quello di Tinnura, comune col quale condivide la via principale che corrisponde alla strada statale 292.

## Storia

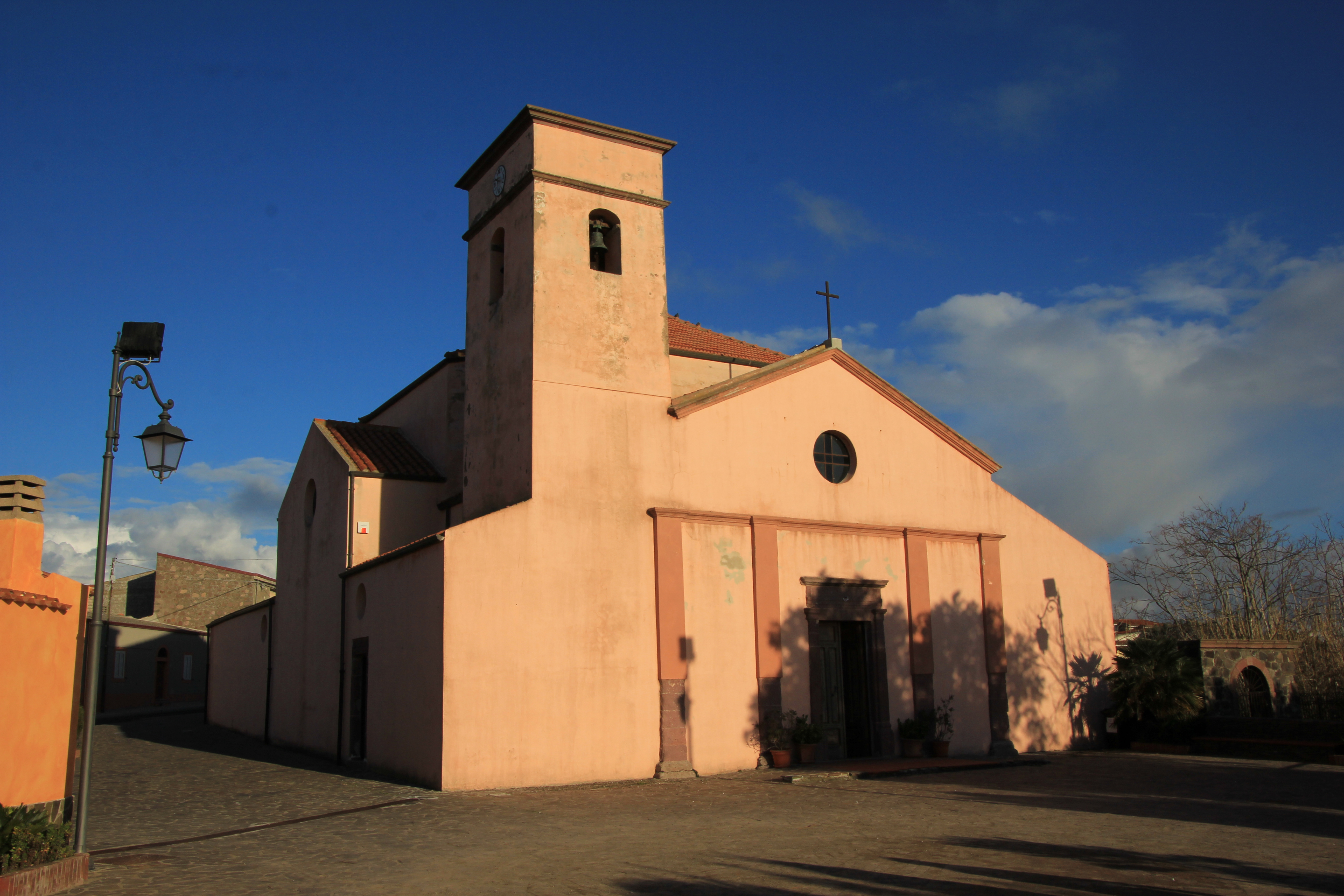
La chiesa di S. Maria della Neve

Il territorio fu abitato già in epoca nuragica e romana.
Nel medioevo appartenne al Giudicato di Torres e fece parte della curatoria della Planargia. Alla caduta del giudicato (1259) fu governato dai Malaspina e successivamente (1308) entrò a far parte del Giudicato di Arborea. Intorno al 1420 passò sotto il dominio del Regno di Sardegna aragonese e divenne un feudo, concesso inizialmente alla famiglia Villamarina, per poi essere incorporato nel XVIII secolo insieme a Suni (paese più recente) nel marchesato della Planargia, feudo dei Paliaccio. Fu riscattato agli ultimi feudatari nel 1839 con la soppressione del sistema feudale.
Ai sensi della Legge Regionale n. 10 del 13 ottobre 2003, che ha ridefinito le circoscrizioni delle nuove province sarde, il comune di Flussio è passato dalla Provincia di Nuoro alla Provincia di Oristano.

### Simboli
Lo stemma e il gonfalone del comune di Flussio sono stati concessi con decreto del presidente della Repubblica del 22 settembre 2014.
Il gonfalone è un drappo partito di giallo e di rosso.

## Monumenti e luoghi d'interesse

### Architetture religiose
- Chiesa di Santa Maria della Neve

## Società

### Evoluzione demografica
Abitanti censiti

### Lingue e dialetti
La variante del sardo parlata a Flussio è quella logudorese centrale o comune.

## Economia

### Artigianato
Tra le attività economiche più tradizionali e rinomate vi sono quelle artigianali, che si distinguono per l'arte dell'intreccio, finalizzata alla produzione di cestini.

## Amministrazione
| Periodo         | Periodo         | Primo cittadino        | Partito                        | Carica  | Note |
| --------------- | --------------- | ---------------------- | ------------------------------ | ------- | ---- |
| 31 maggio 2015  | 26 ottobre 2020 | Costantino Todaro      | Lista civica "Progetto futuro" | Sindaco |      |
| 26 ottobre 2020 | in carica       | Giovanni Antonio Zucca | Lista civica "Per Flussio"     | Sindaco |      |